# 神临记
《神临记》是20世纪上半叶巴哈伊信仰的核心人物守基·阿芬第撰写的一本书，该书叙述了1844年至1944年巴哈伊信仰第一世纪的历史。 除了对历史情节进行了详细介绍之外，《神临记》因守基·阿芬第对巴哈伊信仰的历史事件所赋予的意义以及对各种情节的解释而有特别价值。 

## 内容
《神临记》可分为四个部分，涉及了巴比教和巴哈伊信仰的历史的不同时期。 

### 巴孛任职时期（1844-1853）
该书的这一部分叙述了巴孛的生平及其最重要和最杰出的宗教著作，描述了巴比教的兴起和发展以及巴比教的追随者所经历的动荡和迫害。

### 巴哈欧拉任职时期 (1853-1892)
该书的这一部分叙述了巴哈欧拉一生中的重要事件及其最重要的宗教著作，包括奥斯曼帝国和波斯政府对巴哈伊信徒的迫害以及因米尔扎·叶海亚对巴哈欧拉的权威提出的挑战而造成巴哈伊社区内部的动荡。此部分结束于巴哈欧拉在阿卡的去世。

### 阿博都巴哈任职时期 (1892-1921)
该书的这一部分叙述了阿博都巴哈一生中的主要事件，详细介绍了巴哈欧拉《圣约》的性质，及因对巴哈伊信仰的领导的继承所引起的挑战。此部分还叙述了巴哈伊信仰的追随者在很多地方所遭受的持续迫害，及阿博都巴哈在西方的旅行。该部分结束于阿博都巴哈的去世。

### 巴哈伊信仰形成期的开始 (1921-1944)
该书的这一部分叙述了巴哈伊信仰在阿博都巴哈去世后二十三年间的历史，特别是阿博都巴哈的遗嘱的条款和含义、巴哈伊行政秩序的发展以及巴哈伊社区在世界范围内的扩展。

## 引用
1. ↑  Effendi, Shoghi. . Wilmette, Illinois, USA: Baháʼí Publishing Trust. 1944  [2020-07-01]. ISBN 0-87743-020-9. （原始内容存档于2008-05-12）.